# 胡彥斌
胡彥斌（1983年7月4日—），中國大陸創作歌手、音乐制作人、牛班音乐学校创始人，生于上海，祖籍浙江省寧波市。

## 簡介
1999年参加“上海亚洲音乐节新人歌手大赛”出道；2002年发行首张个人专辑《文武双全》，成为首位中國歌手在中國大陸、臺湾、香港推出个人专辑；2003年发行专辑《文武双全升级版》；2004年发行专辑《MUSIC 混合体》，一人包办了专辑中所有的作曲、编曲以及制作工作；2005年组建“一极录音工作室”；2007年创建个人厂牌“风风火火”；2008年在臺湾举行“胡彦斌2008男人歌演唱会”，成为第一位在台湾举行售票演唱会的大陆艺人；2011年，赴美留学，进修音乐制作人与电影，从唱作人成长为全能音乐制作人；2013年12月27日，在江苏卫视“全能星战”节目总决赛上获得冠军；2014年发行专辑《太歌》。2015年1月，参加《我是歌手第三季》并进入总决赛；2018年1月发行专辑《覅忒好》，10月参加《梦想的声音3》擔任导师。2018-19年，擔任《創造101》、《創造營2019》創作導師。2020年起，連續四季在《天賜的声音》擔任音樂合夥人。

## 国语唱片專輯
| 專輯名稱                      | 發行日期       | 發行公司          | 專輯曲目 |
| ----------------------------- | -------------- | ----------------- | --- |
| 文武双全                      | 2002年7月      | 艺风音乐/步升音乐 | 1. 玛丽莲梦露 2. 和尚 3. 无赖 4. 告诉我 5. Make Friend 6. 毒药 7. 新贵一族 8. 超时空爱情 9. 包袱 10. 夜归人 |
| Anson Hu（文武双全海外版）    | 2002年12月     | 正东唱片/环球音乐 | 1. 和尚 2. 超时空爱情 3. 告诉我 4. 有梦好甜蜜（與李彩華合唱） 5. Make Friend 6. 毒药 7. 包袱 8. 小狗 9. 暗恋 10. 不是不想 11. 超时空爱情（與蘇永康合唱） |
| 文武雙全升級版                | 2003年7月      | EMI/步升音乐      | 1. 老爸你別裝酷 2. 夢 3. 猜 4. 你記得嗎 5. 目不轉睛 6. 第一次（與鄭中基合唱） 7. 黑雨 8. 透明人 9. 想 10. 昨天是你生日 11. 進行式（與蕭亞軒合唱） |
| Music 混合體                  | 2004年8月      | EMI/步升音乐      | 1. 情不自禁 2. Waiting for You 3. 乾脆點 4. 我的未來不是夢 5. 紅顏 6. 尷尬 7. 藉口 8. 宣言 9. I Wanna Be 10. 一個人 兩個人 |
| 音樂密碼                      | 2006年3月      | EMI/步升大风      | 1. 皇帝 2. 一年前 3. 三對三 4. 你這麼晚了還沒睡 5. 夢中的婚禮 6. 天若有情 7. 蝴蝶 8. 願望 9. 惡作劇男孩 10. 葬英雄 |
| 胡彦斌一呼天下音演唱会（DVD） | 2006年7月      | 步升大风          | 1. Opening＋皇帝 2. 超时空爱情 3. 玛丽莲梦露 4. 蝴蝶 5. 包袱 6. 组曲 有梦好甜蜜＋一年前 7. 你记得吗 8. I Wanna Be 9. 你这么晚还没睡 10. Waiting For You 11. 和尚 12. 告诉我 13. Incity 14. 乐队Solo 15. 三对三 16. 我的未来不是梦 17. 红颜 |
| 男人歌（1CD）                 | 2007年11月     | EMI/步升大风      | 1. 婚禮進行曲 2. 音樂讓我說愛你 3. 男人KTV 4. 到了沒 5. 未滿18歲 6. 瀟湘雨 7. 江湖 8. 訣別詩 9. 巴黎鐵塔 10. 滑板 11. 另一個自己（與鄧麗欣合唱） |
| 信念（北京奥运歌曲）單曲EP    | 2008年5月      | 步升大风          | 1. 信念（與歌迷合唱） |
| 音樂斌潮（2CD）               | 2008年7月      | EMI／金牌大風     | CD1 1. 男人KTV 2. Waiting for You 3. 你這麼晚了還沒睡 4. 巴黎鐵塔 5. 瀟湘雨 6. 月光（未發表） 7. 婚禮進行曲 8. 情不自禁 9. 18禁 10. 和尚 11. 皇帝 12. 想 13. 紅顏 14. 老爸你別裝酷 15. 和尚（Demo Version） CD2 1. 月光（LPCD） 2. 男人KTV（LPCD） 3. 18禁（LPCD） 4. 巴黎鐵塔（LPCD） 5. 紅顏（LPCD） 6. 和尚（LPCD） 7. Waiting for you（LPCD） 8. 皇帝（LPCD） 9. 情不自禁（LPCD） 10. 宣言（LPCD） |
| 男人歌 全胜铂金版（CD+DVD）   | 2008年8月      | 金牌大風          | CD 1. 婚禮進行曲 2. 音乐让我说爱你 3. 男人KTV 4. 到了沒 5. 18禁 6. 潇湘雨 7. 江湖 8. 訣別詩 9. 巴黎鐵塔 10. 滑板 11. 另一個自己（與鄧麗欣合唱） 12. 月光 13. 信念 14. 我們的愛（與蕭亞軒合唱） DVD 1. 胡彥斌臺灣音樂地圖 1. 臺北·陽明山泡湯初體驗 2. 臺北·海量工作通告沒得休 3. 貢寮·後“海洋音樂祭”的海灘 4. 宜蘭·傳統藝術中心蒙太奇 5. 臺中·吉他隨行彈唱之旅 6. 嘉義·霹靂布袋戲大通“觀” 2. The Wall·Waiting For You四年了 3. Bonus snap shot： 1. 臺灣音樂地圖·“胡”吃海喝 2. 臺灣音樂地圖·音樂玩家 3. 臺灣音樂地圖·Ending Pose |
| 紅歌單曲EP                    | 2009年1月      | 金牌大風          | 1. 太陽最紅，毛主席最親 2. 北京的金山上 3. 毛委員和我們在一起 4. 天上太陽紅彤彤 |
| 音樂斌潮 cheer版              | 2009年2月      | 金牌大風／东方红  | 1. 男人KTV 2. Waiting for You 3. 你這麼晚了還沒睡 4. 巴黎鐵塔 5. 瀟湘雨 6. 月光 7. 婚禮進行曲 8. 情不自禁 9. 18禁 10. 和尚 11. 皇帝 12. 想 13. 紅顏 14. 老爸你別裝酷 15. 和尚（Demo Version） |
| 失業情歌                      | 2009年12月     | 金牌大風          | CD 1. 你買單還我買單 2. 失業情歌 3. 筆墨登場【NOKIA系列漢寫輸入手機"6208C"廣告歌】 4. 不曾後悔 5. 羅馬假日 6. 空位 7. 林妹妹 8. Fun Run【李寧運動鞋廣告曲，主題概念“撒開跑就快活！”】 9. 勇敢去愛吧 10. 父親 11. 閃亮的日子【臺灣中視《閃亮的日子》主題曲】 DVD 1. 胡彥斌08男人歌臺北演唱會花絮全紀錄 2. 失業情歌(MV) |
| Who Cares？                   | 2011年9月      | 華納音樂          | 1. Life 2. 一萬光年 3. 鴻門宴 4. 女人不該讓男人流淚 5. One Night In Shanghai 6. 傷痕 7. Lisa I Love You 8. 不是猛龍不過江 9. 小小的心願 10. 愛情總是猜得到開頭猜不到結尾 |
| 大一號                        | 2012年10月     | 華納音樂          | 1. 愛情是怎麼了 2. 我以為 3. 卡拉永遠ok 4. 在一起 5. 江湖再見 6. 心的未來 7. Interlude 8. 搖滾天生大一號 9. 劫後餘生 10. 沉默的大多數 11. 三十而立 12. 大夢想家 |
| 太歌                          | 2014年1月      | 海蝶音樂          | 1. 沒那麼簡單 2. 為你我受冷風吹 3. 天黑黑 4. 當愛已成往事 5. 你買單還我買單 6. 紅顏 7. 空位 8. 成長 9. 如果 10. 追月 |
| X                             | 2017年3月31日  | 太歌文化          | 1. 沒有選擇 2. Leave me alone 3. HELLO |
| 覅忒好                        | 2018年1月23日  | 華宇世博          | 1. Give me a chance 2. 覅忒好 3. 你要的全拿走 4. 高手 5. 返老還童 6. Yes I Do 7. 明星 8. Leave me alone(Remix) 9. Hello(Remix) |
| 入目三分                      | 2018年11月30日 | 太簇文化          | 1. 愛不得恨不得捨不得 2. 盡頭的你 3. 寶藏男友 4. 疤 5. 快樂轉載 6. 高貴與卑微 7. 1075 8. 我不確定 9. 我敢 10. 愛我的就拍拍手 |
| 是一場煙火                    | 2023年8月18日  | 太簇文化          | 1. 你若是風 2. 不去管 3. 是一場煙火 4. 世界中心 5. 我們還會一起走到那裏去嗎 6. 擁過 7. 荒原狼 8. 敬自己不為誰 (feat.GAI周延) 9. 人人 10. 開花的星星 |

## 其他作品

### 2002年
- 潘瑋柏《我不怕》（專輯：壁虎漫步　曲：胡彥斌　詞：易家揚）
- 潘瑋柏《學不會》（專輯：壁虎漫步　曲：胡彥斌　詞：方文山）
- 鄧健泓《幻海奇情》（專輯：戇男.好　曲：胡彥斌　詞：甄健強）

### 2003年
- 蘇永康《原諒我令你擔心》（專輯：笑下去(新曲+精選)　曲：胡彥斌　詞：甄健強）
- 鄭中基《高手》（專輯：唔該！救救我　曲：胡彥斌　詞：甄健強）
- 郭凌霞《感覺特別》（專輯：感覺特別　曲：胡彥斌　詞：胡彥斌）
- 郭凌霞《流星》（專輯：感覺特別　曲：彭程　詞：胡彥斌）
- 郭凌霞《口是心非》（專輯：感覺特別　曲：胡彥斌　詞：胡彥斌)
- 李克勤《快樂藥》（專輯：Ever Last　曲：胡彥斌　詞：李峻一）
- B.A.D《異想天開》（專輯：夢的起點　曲：胡彥斌　詞：天天）
- 林嘉欣《Soul Mate》（專輯：午夜11:30的星光 曲：胡彥斌 詞：姚謙)

### 2005年
- 古巨基《夏天的童話》（專輯：最終幻想　編曲：胡彥斌　詞：林文炫）
- 何炅《看穿》（專輯：漫游　編曲：胡彥斌　詞：胡彥斌）
- 张靓颖，房祖名 《我是做梦者》 《专辑：电影之歌 作曲：胡彦斌》

### 2006年
- 任賢齊《好時代》（專輯：老地方 曲：胡彥斌　編曲：胡彥斌　詞：林文炫）

### 2007年
- 黃曉明《風的孩子》（專輯：It's Ming 曲：胡彥斌　編曲：胡彥斌　詞：林文炫）
- 韓紅《透明》（專輯：魯豫有約主題曲 曲：胡彥斌 詞：韓紅）
- 侧田 《男人KTV》 （专辑： JTV 曲：胡彦斌）

### 2009年
- 張芸京《黑裙子》（專輯：破天荒　編曲：胡彥斌　詞：林文炫）
- 青鳥飛魚《王對王》（專輯：【肯德基三人籃球賽】賽事主題曲 編曲：胡彥斌　詞：林文炫）
- 韓紅《擦肩而過》（專輯：聽我的聲音 編曲：胡彥斌）
- 王心凌《女生最怕》（專輯：美麗的日子精選輯 作曲：胡彥斌　編曲：胡彥斌　詞：林文炫）

### 2010年
- 張傑 《包圍》（專輯：這，就是愛　編曲：胡彥斌　詞：佳佳）

### 2011年
- 孙敬媛 《请忘记我》 （作曲：胡彦斌）

### 2012年
- 阿蘭·達瓦卓瑪 《以爱相宜》 （专辑：Love Song 作曲：胡彦斌）

### 2013年
- 鍾欣桐《在一起》(獨唱版)（專輯：桐花 作曲：胡彥斌　編曲：橋韜　詞：胡彥斌）
- 鍾欣桐《在一起》(合唱版)（專輯：桐花 作曲：胡彥斌　編曲：彭飛　詞：胡彥斌）

### 2014年
- 鄧入比《我的聲音很慘》（專輯：太歌·春 作曲：胡彥斌　編曲：谷僳　詞：胡彥斌）

### 2019年
- 羅志祥《羅志祥》（專輯：No Idea 作曲：胡彥斌　編曲：谷僳　詞：胡彥斌）

### 2024年
- 于文文《已讀不回》（製作人：胡彥斌、于文文）

## 固定演出
- 2013年10月11日：江蘇衛視《全能星戰》
- 2014年1月2日：貴州衛視《唱出爱火花》
- 2015年1月2日：湖南衛視《我是歌手3》
- 2015年11月13日：江蘇衛視《唱遊天下》
- 2018年4月21日：騰訊視頻《創造101》
- 2018年10月26日：浙江衛視《夢想的聲音3》
- 2019年4月6日：騰訊視頻《創造營2019》
- 2020年2月1日：浙江衛視《天賜的聲音》
- 2020年6月26日：優酷《少年之名》
- 2021年1月15日：浙江衛視《天賜的聲音 (第二季)》
- 2021年7月18日：湖南衛視《說唱聽我的 (第二季)》
- 2021年11月6日：東方衛視《一路唱響》
- 2022年3月11日：浙江衛視《天賜的聲音 (第三季)》
- 2023年4月28日：浙江衛視《天賜的聲音 (第四季)》
- 2023年8月25日：芒果TV《披荆斩棘 (第三季)》
- 2023年12月2日：湖南衛視《聲生不息·家年華》

## 電影演出
- 2011， 《第一大总统》 饰 林直勉
- 2015， 《怦然星动》

## 演唱会

### 个人演唱会
| 名稱                                            | 日期           | 国家/地区 | 城市 | 场馆                         | 备注                         |
| ----------------------------------------------- | -------------- | --------- | ---- | ---------------------------- | ---------------------------- |
| 音乐密码 IN CITY 一呼天下音演唱会               | 2006年4月23日  | 中国大陆  | 上海 | 藝海劇院                     | —                            |
| 都市斌纷 IN CITY 胡彦斌华东之旅巡回演唱会       | 2006年10月22日 | 中国大陆  | 杭州 | 杭州剧院                     | —                            |
| 都市斌纷 IN CITY 胡彦斌华东之旅巡回演唱会       | 2006年11月4日  | 中国大陆  | 宁波 | 宁波大剧院                   | —                            |
| 都市斌纷 IN CITY 胡彦斌华东之旅巡回演唱会       | 2006年11月11日 | 中国大陆  | 温州 | 东南剧院                     | —                            |
| 都市斌纷 IN CITY 胡彦斌华东之旅巡回演唱会       | 2006年11月18日 | 中国大陆  | 苏州 | 人民大会堂                   | —                            |
| 都市斌纷 IN CITY 胡彦斌华东之旅巡回演唱会       | 2006年11月25日 | 中国大陆  | 南京 | 南京文化艺术中心             | —                            |
| 2008「男人歌」演唱会                            | 2008年11月15日 | 臺灣      | 台北 | 台北国际会议中心             | 首位在台湾开演唱会的大陆歌手 |
| 2010红牛不插电演唱会                            | 2010年9月3日   | 中国大陆  | 福州 | 福州市体育馆                 | —                            |
| 音乐潮第一 EPLAY 胡彦斌「老虎叫」2011北京演唱会 | 2011年10月22日 | 中国大陆  | 北京 | 北展剧场                     | —                            |
| 「是一场烟火」巡回演唱会                        | 2024年3月30日  | 中国大陆  | 上海 | 梅赛德斯-奔驰文化中心        | —                            |
| 「是一场烟火」巡回演唱会                        | 2024年4月6日   | 中国大陆  | 深圳 | 深圳湾体育中心“春茧”体育馆   | —                            |
| 「是一场烟火」巡回演唱会                        | 2024年4月27日  | 中国大陆  | 成都 | 成都凤凰山体育公园综合体育馆 | —                            |
| 「是一场烟火」巡回演唱会                        | 2024年5月18日  | 中国大陆  | 南京 | 南京青奥体育公园体育馆       | —                            |
| 「是一场烟火」巡回演唱会                        | 2024年8月24日  | 中国大陆  | 苏州 | 苏州奥林匹克体育中心体育馆   | —                            |
| 「是一场烟火」巡回演唱会                        | 2024年9月7日   | 中国大陆  | 绍兴 | 绍兴国际会展中心             | —                            |
| 「是一场烟火」巡回演唱会                        | 2024年9月21日  | 中国大陆  | 重庆 | 重庆国际博览中心             | —                            |
| 「是一场烟火」巡回演唱会                        | 2024年10月19日 | 中国大陆  | 济南 | 济南奥林匹克体育中心体育馆   | —                            |
| 「是一场烟火」巡回演唱会                        | 2024年12月14日 | 中国大陆  | 合肥 | 合肥滨湖国际会展中心综合馆   | —                            |
| 「是一场烟火」巡回演唱会                        | 2024年12月21日 | 中国大陆  | 杭州 | 杭州奥体中心体育馆           | —                            |
| 「是一场烟火·刹那」巡回演唱会                   | 2025年5月24日  | 中国大陆  | 无锡 | 无锡体育中心体育馆           | —                            |
| 「是一场烟火·刹那」巡回演唱会                   | 2025年7月12日  | 中国大陆  | 宁波 | 宁波奥体中心体育馆           | —                            |
| 「是一场烟火·刹那」巡回演唱会                   | 2025年8月9日   | 中国大陆  | 长沙 | 湖南国际会展中心（芒果馆）   | —                            |
| 「是一场烟火·刹那」巡回演唱会                   | 2025年8月16日  | 中国大陆  | 镇江 | 镇江体育会展中心体育馆       | —                            |

### 担任演唱会嘉宾
| 日期          | 歌手   | 演唱会               | 城市 | 场馆                       | 表演曲目                        |
| ------------- | ------ | -------------------- | ---- | -------------------------- | ------------------------------- |
| 2018年1月6日  | 魏晨   | 旅程十周年巡回演唱会 | 上海 | 国家会展中心 (上海) 虹馆EH | Goodbye Goodbye Waiting For You |
| 2024年5月25日 | 林俊杰 | JJ20世界巡迴演唱會   | 苏州 | 苏州奥林匹克体育中心体育场 | 男人KTV 黑夜问白天              |

## 大事記及獲獎紀錄

### 1999年
- 11月：《上海亞洲音樂節新人歌手大賽》銅獎
- 11月：《上海亞洲音樂節新人歌手大賽》最具潛質獎

### 2000年
- 8月：為上海美術電影製片廠大型系列動畫片《我為歌狂》配唱6首主題曲和插曲

### 2001年
- 7月：錄製第一首個人單曲《Marilyn Monroe》

### 2002年
- 5月：製作、演唱清泉啤酒廣告曲
- 11月3日：《南方都市報》華語傳媒音樂最佳新人
- 12月1日：TVB中國最具潛質男歌手
- 12月29日：香港新城勁爆頒獎禮海外歌手獎

### 2003年
- 1月1日：叱咤樂壇生力軍男歌手金獎
- 1月5日：香港無綫十大勁歌金曲最受歡迎男新人銅獎
- 6月28日：上海《東方風雲榜》十大金曲—《和尚》
- 8月3日：香港新城國語中國新勢力歌手
- 9月：新加坡金曲獎《2003中國最受歡迎歌手獎》；以高達六位數的滿意酬金，簽約球鞋代言人。
- 9月：《全球華語榜》最佳專輯、最佳男新人、年度金曲、年度合唱歌曲、區域最受歡迎歌手五項大獎
- 11月：以突出成績獲得中國最具權威的《中國金唱片》獎

### 2004年
- 2月：在臺灣HITO頒獎禮中與陳奕迅、孫燕姿並列海外最受歡迎歌手獎，並以創作的《進行式》（與蕭亞軒合唱）獲得最受歡迎對唱歌手獎，成為第一位在臺灣大型頒獎禮上榮獲兩項大獎的中國歌手。
- 7月：代言臺灣飲料品牌《黑松沙士》，也是該品牌有史以來第一次啟用中國代言人。
- 7月：受亞足聯邀請，創作並演唱2004亞洲杯中英文版主題歌《宣言》
- 10月：代言中國知名運動球鞋品牌《八匹馬》運動鞋

### 2005年
- 5月之前：出道三年的胡彥斌以《Music混合體》專輯拿到04-05年度所有重要頒獎禮《最受歡迎男歌手》（最佳男歌手）大獎，再次刷新中國獲得該重要獎項最年輕歌手記錄。
- 7月：胡彥斌耗資近7位數人民幣的錄音棚《一級錄音工作室》在北京開張，何炯、古巨基成為前兩位搶先錄音的大牌藝人。

### 2006年
- 3月：胡彥斌發行第四張全創作專輯《音樂密碼》，銷量突破50萬張，成為中國年度最暢銷唱片之一。
- 4月：胡彥斌在家鄉上海成功舉辦出道以來第一場演唱會，為他出道4年做了一個完整的總結，受到歌迷的熱情追捧，並於當年10月在杭州、寧波、溫州、蘇州、南京等5大華東城市巡迴演出。
- 7月：胡彥斌受邀創作06上海國際田徑黃金大獎賽主題歌《田徑之歌》，並與田徑世界冠軍劉翔、王軍霞等人一起主唱，這也是他繼亞洲杯後再次為世界級重要體育賽事創作主題歌。

### 2007年
- 6月：胡彥斌憑《音樂密碼》奇跡版囊括了2006-07年度內地幾乎所有重要頒獎典禮的最佳男歌手獎，毫無爭議的成為了中國原創樂壇的新一代領軍人物。
- 7月4日：胡彥斌續約EMI百代音樂，並成立個人獨立唱片廠牌“風風火火”，引發全亞洲媒體逾百人赴香港爭先報道續約盛況。

### 2008年
- 6月5日：R&B中國創作才子「音樂斌潮」。，胡彥斌首度來臺電視通告宣傳一個月。
- 6月30日：胡彥斌首次到臺灣宣傳一個月，在臺灣The Wall開小型演唱音樂會。
- 7月4日：胡彥斌順利在臺灣發第一張專題「音樂斌潮」CD+LPCD，這也是胡彥斌來臺宣傳一個月，首次在臺灣出第一張精选。
- 7月30日：出席新城電台國語力頒獎典禮，拿下了「新城國語力熱爆K歌大獎」、

「新城金曲」、「新城國語力全國最受歡迎男歌手」等三項大獎。
- 8月10日：胡彥斌二度來臺電視通告宣傳專輯「音樂斌潮」
- 10月4日：在韓國首爾舉行“2008亞洲音樂節”拿下“亞洲歌手大獎”
- 10月29日：在香港舉辦第八屆全球華語歌曲排行榜頒獎記者會拿下了 「最受歡迎創作歌手獎」、「年度最受歡迎二十大金曲（男人KTV）」、「地區傑出歌手獎（上海地區）」、「最受歡迎男歌手五強」、「 最受歡迎創作歌手／組合五強」等五項大獎。
- 11月2日：胡彥斌到臺灣宣傳11.15男人歌演唱會（臺北場）
- 11月3日：臺北廣播電台ICRT（19:00 ~ 20:00，現場直播播出）、飛碟電台·光禹-夜光家族（22:30 ~ 23:00，現場直播播出）
- 11月4日：飛碟電台（飛碟一點通）（13:00 ~ 14:00，現場直播播出）、Hitoradio臺北之音·What`s Up Taipei（20:30 ~ 21:00，現場直播播出）
- 11月15日：胡彥斌2008年男人歌演唱會，也是首位在臺灣開個人演唱會的中國歌手。

### 2009年
- 2月19日：胡彦斌推出名字响亮而直接的《红歌》EP，这张重新改编又严格在词曲上忠于原著，呈现这张愿望诚恳、音乐漂亮的“红歌”新唱作品。2009年是中华人民共和国成立60周年的华诞，也选定在这有特别意义一年的第一天发行。
- 8月9日：胡彥斌獲得《二零零九新城國語力頒獎典禮》上海地區最受歡迎歌手獎、最佳創作歌手獎、並且憑《Fun Run》獲得歌曲獎
- 8月28日：胡彥斌在臺灣發行第一個翻唱電視單曲，《光阴的故事2 闪亮的日子》电视原声带
- 11月25日：胡彥斌全新創作專輯《失業情歌》同名主打《失業情歌》全亞洲首播，臺灣、新加坡、馬來西亞、香港、中國同步播出
- 12月8日：胡彥斌全新創作專輯《失業情歌》正式全亞洲同步發行

### 2011年
- 加盟樂華娛樂(經紀約)、華納唱片(唱片約)
- 9月30日：胡彥斌全新創作專輯《Who Cares？》正式全亞洲同步發行

### 2013年
- 12月：胡彥斌在<全能星戰>奪總冠軍，成為歌王，比賽中憑<沒那麼簡單>創下<全能星戰>開播以來最高分，期間也憑<你怎麼捨得我難過>，I’m sorry 獲得第一位，最後憑<愛如潮水>及<為你我受冷風吹>獲最終王者勝利

### 2014年
- 1月：創立“太歌文化工作室” 發行第九張個人專輯《太歌》。後有「太歌《春》」、「太歌《夏》」、「太歌《秋》」、「太歌《冬》」，一年四季相繼推出。
- 4月4日：助唱韓磊成為《我是歌手2》歌王。
- 11月：參加騰訊視頻大型原創音樂真人秀《Hi歌》。

### 2015年
- 1月：參加《我是歌手 (第三季)》成為首發歌手，在第二輪淘汰賽唱《味道》被淘汰；而後在突圍賽以一首《你的背包》獲得第三名突圍成功；總決賽邀請陶喆作為幫唱嘉賓，合唱《黑色柳丁》，第一輪得到第四名；第二輪結合rap與琵琶、二胡的《娘子》對決鄭淳元失敗，未能晉級為「終極歌王候選人」。

### 2018年
- 4月：參加《創造101》擔任導師。
- 10月：參加《夢想的聲音3》擔任導師。

### 2019年
- 4月：參加《創造營2019》擔任班主任。

### 2020年
- 2月：參加《天賜的聲音》擔任音樂合夥人。

### 2022年
- 3月：參加《天賜的聲音》擔任音樂合夥人。

## 派台歌曲紀錄（香港地區）
| 派台歌曲成績       | 派台歌曲成績   | 派台歌曲成績 | 派台歌曲成績 | 派台歌曲成績 | 派台歌曲成績 | 派台歌曲成績         |
| 專輯               | 曲目           | 903          | RTHK         | 997          | TVB          | 備註                 |
| 2002年             | 2002年         | 2002年       | 2002年       | 2002年       | 2002年       | 2002年               |
| ------------------ | -------------- | ------------ | ------------ | ------------ | ------------ | -------------------- |
| Anson Hu           | 和尚           | 5            | 6            | -            | 8            |                      |
| Anson Hu           | 超時空愛情     | 7            | 15           | -            | -            |                      |
| Anson Hu           | 包袱           | 5            | -            | -            | -            |                      |
| Anson Hu           | 告诉我         | 4            | -            | -            | -            |                      |
| 2003年             |                |              |              |              |              |                      |
| 文武雙全（升級版） | 進行式         | 8            | -            | -            | -            | 與蕭亞軒合唱         |
| 文武雙全（升級版） | 猜             | 6            | -            | -            | -            |                      |
| 2008年             |                |              |              |              |              |                      |
| 男人歌             | 婚礼进行曲     | -            | 9            | -            | -            |                      |
| 2024年             |                |              |              |              |              |                      |
|                    | 無畏戰士（國） | -            | -            | -            | -            | 新城國語力排行榜：9* |

| 各台冠軍歌總數 | 各台冠軍歌總數 | 各台冠軍歌總數 | 各台冠軍歌總數 | 各台冠軍歌總數    |
| -------------- | -------------- | -------------- | -------------- | ----------------- |
| 903            | RTHK           | 997            | TVB            | 備註              |
| 0              | 0              | 0              | 0              | 四台冠軍歌總數: 0 |

- （*）仍在榜上
- （-）未有派台/上榜
- （/）未有相關資料